# 汪言臣
汪言臣（1547年—？），字可忠，號蕖瀛、渠瀛，四川重慶衛人，明朝政治人物。

## 生平
隆慶四年（1570年）庚午科四川鄉試第四十名舉人，萬曆五年（1577年）登丁丑科會試一百四十二名，廷試三甲第六十四名進士。改翰林院庶吉士。七年九月授湖廣道監察御史，十一年巡按直隶真定等府。十三年巡按廣東。

## 家族
曾祖汪應洪，祖父汪榮，父汪淛，母徐氏。慈侍下